# 楊逢春 (嘉靖進士)
楊逢春（1498年—1553年），字仁甫，號西渠，福建泉州府同安縣人，匠籍，明朝官员。

## 生平
嘉靖四年（1525年）福建鄉試第十七名举人，八年（1529年）己丑科三甲八十三名進士。授直隸崑山縣知縣，擢南京浙江道監察御史，出為廣東、四川按察司僉事，擢湖廣參議。嘉靖二十四年（1545年），改雲南副使，未赴任卒。

## 家族
曾祖父楊孟德；祖父楊漢晶，壽官；父楊玄貢，母李氏。具庆下。兄楊績隆。弟楊逢陽。